# Euproctis carcassoni
Euproctis carcassoni är en fjärilsart som beskrevs av Collenette 1960. Euproctis carcassoni ingår i släktet Euproctis och familjen tofsspinnare. Inga underarter finns listade i Catalogue of Life.